# Моккенхаупт, Сабрина
Сабри́на Моккенхаупт (нем. Sabrina Mockenhaupt; 6 декабря 1980 года, Зиген, Северный Рейн-Вестфалия) — немецкая легкоатлетка, которая специализируется в беге на длинные дистанции.

## Карьера
Победительница Франкфуртского марафона 2008 года с результатом 2:26.22. Победительница Берлинского полумарафона 2009 года с результатом 1:08.45. Бронзовая призёрка чемпионата Европы в помещении 2005 года на дистанции 3000 метров. Серебряная призёрка чемпионата Европы по кроссу 2005 года. Чемпионка Германии 2010 года в беге на 5000 метров. Победительница соревнований European Cup 10000m в 2005 и 2013 годах.
Трижды Сабрина Моккенхаупт принимала участие в летних Олимпийских играх в соревнованиях на дистанции 10 000 метров. На летних Олимпийских играх 2004 года в Афинах немецкая бегунья заняла 15-е место, в 2008 году на Играх в Пекине она стала 13-й, а на летних Олимпийских играх 2012 года в Лондоне Моккенхаупт показала 17-й результат.
Победительница Кёльнского марафона в 2007 и 2009 годах. 3 ноября 2013 года заняла 7-е место на Нью-Йоркском марафоне, показав время 2:29.10.

### Сезон 2014 года
30 марта заняла 3-е место на Берлинском полумарафоне с результатом 1:11.43.